# Seznam namurských markrabat

Znak namurských hrabat a markrabat

Seznam namurských markrabat zahrnuje vládce na území dnešní belgické provincie Namur.
Namur patřil většinou k Henegavskému či Flanderskému hrabství nebo k Burgundskému vévodství.

## Namurská hrabata

### Rod z Namuru
- 992–1011: Albert I.
- 1011–1016: Robert I.
- 1016–1037: Albert II.
- 1037–1102: Albert III.
- 1102–1139: Godfrey I.
- 1139–1189: Jindřich I. Slepý
  - Alice, sestra Jindřicha I. a manželka henegavského hraběte Balduina IV.

## Namurská markrabata

### Henegavští
- 1189–1195: Balduin I., synovec Jindřicha I.
- 1195–1212: Filip I.
- 1212–1217: Jolanda, sestra Filipa I. a manželka Petra z Courtenay, také císařovna Latinského císařství

### Rod z Courtenay
- 1217–1226: Filip II.
- 1226–1229: Jindřich II., bratr Filipa II.
- 1229–1237: Markéta, sestra Filipa II. a Jindřicha II.
- 1237–1256: Balduin II., bratr Markéty a také císař Latinského císařství

### Lucemburkové
- 1256–1265 Jindřich III.

### Flanderští
- 1265/8–1297: Vít z Dampierre
- 1297–1330: Jan I.
- 1330–1335: Jan II.
- 1335–1336: Guy II., bratr Jana II.
- 1336–1337: Filip III, bratr Kvída II.
- 1337–1391: Vilém I., bratr Filipa II.
- 1391–1418: Vilém II.
- 1418–1421: Jan III., bratr Viléma II.

V roce 1421 prodal markýz Jan III. svá území burgundskému vévodovi Filipu III. Dobrému.

### Burgundští
- 1419–1467 : Filip IV. Dobrý
- 1467–1477 : Karel Smělý
- 1477–1482 : Marie I. Bohatá, dcera Karla Smělého a manželka pozdějšího císaře Maxmiliána I.

### Habsburkové
- 1493–1519 : Maxmilián I., manžel Marie I. a císař Svaté říše římské
- 1519–1556 : Karel II., vnuk Maxmiliána I. a císař jako Karel V.
- 1556–1598 : Filip V., jako Filip II. španělským králem
- 1598–1621 : Isabela, dcera Filipa V. a manželka arcivévody Alberta
- 1621–1665 : Filip VI., polorodý bratr Isabely a také španělský král jako Filip IV.
- 1665–1700 : Karel III., také španělský král jako Karel II.

1706–1714: Války o dědictví španělské
- 1714–1740 : Karel VI., pravnuk Filipa III.
- 1740–1780 : Marie II. Terezie, dcera Karla VI. a manželka císaře Františka I. Štěpána
- 1780–1790 : Josef I., také císař Svaté říše římské jako Josef II.

V roce 1795 bylo území v důsledku Velké francouzské revoluce připojeno k Francii, titul však nadále používali rakouští císařové.
- 1790–1792 : Leopold, bratr Josefa I. a také císař jako Leopold II.
- 1792–1835 : František II., císařem Svaté říše římské jako František II.
- 1835–1848 : Ferdinand Dobrotivý, také císař rakouský jako Ferdinand I.
- 1848–1916 : František III. Josef, vnuk Františka II., a jako František Josef I. také rakouský císař